# 胡器 (国子监祭酒)
胡器，字仕琏，新喻人，明朝政治人物。

## 生平
早年因贡生，担任普安军民府通判。洪武三十一年，练子宁举荐，担任泉州府知府，为官有政绩，曾经举荐刘孔宗。后召修《永乐大典》，升贵州按察使，年七十一乞致仕，宣德三年卒。